# 南北之塔
南北之塔（なんぼくのとう）は、沖縄県糸満市真栄平（まえひら）にある戦没者慰霊碑。「南北の塔」と表記されることもある。

## 概要
糸満市真栄平地区は、沖縄戦の激戦地で、地区住民が3分の2近くが戦死したという。終戦後、集落内の各地に遺骨が散らばっていたため地域住民によって一か所に集められた。地域住民は収集した遺骨を、1946年にアバタガマ（自然洞窟）に安置し、そこを納骨堂とした。その後、納骨堂は改修・整備された。その後も各地で遺骨が発見され、そのたびに納骨堂に納められたが、納骨堂に入りきらず、遺骨をすぐ近くの別のガマに納めたりもした。
1957年、首里に中央納骨堂が作られ、そこに各地の遺骨を納めるように呼び掛けが行われたが、真栄平住民はそれに反対し、区民常会で決議をあげた。そこで永久的な慰霊塔を建立することを決議し、その後、地区内外の人々の寄付545ドル60セントが集った。そして1966年に慰霊塔が設置された。
南北之塔の納骨堂には、北海道のアイヌの犠牲者も30数柱が納められた。慰霊碑の名前の由来は、南の沖縄から北の北海道まで、さまざまな人たちが戦争で命を落とし、ここで眠っているといるのでそれを弔いたいということによるという。

## アイヌとの関わりについて
北海道弟子屈町出身のアイヌ文化伝承者、弟子豊治（てしとよじ）は、1944年、旭川第二十四師団第八十九連隊に入隊し、満洲経由で沖縄南部に派遣され、八重瀬町与座付近に配置された。軍隊生活の中、近くにある真栄平に出入りし、地域住民と交流を持った。多くの戦友が戦死したものの、弟子は命からがら生き残って北海道に帰った。
1965年、アイヌ古式舞踊公演のため、13人のアイヌによって構成されるアイヌ文化使節団の団長ととして沖縄を訪れた弟子は、真栄平を訪れた。そこでかつて親交のあった地域住民と再会した。
弟子は「キムンウタリ」と書いた木の慰霊碑を建て、アイヌの伝統的な慰霊の儀式、イチャルパを行った。「キムンウタリ(kimun-utari)」とは、「山の・同胞｣という意味。これは弟子が所属していた部隊名「山三四七六部隊」に因む。
弟子は、慰霊塔の建立運動に賛同し、自分もその運動に協力したい旨を申し出、翌年、250ドルの寄付を集めて真栄平を再訪し、その250ドルは慰霊塔の一番上部の石碑に使われた。石碑の北側には弟子の希望で「キムンウタリ」というアイヌ語が彫られた。
沖縄戦で北海道出身の兵士が多数戦死しており、その中にアイヌも含まれていることから、北海道アイヌ協会が、南北之塔で1981年にイチャルパ（供養祭）を実施し、その後、1985年・1990年・1995年・2000年・2005年にも実施されている。そういった由来から、その他のアイヌ民族関係団体が慰霊祭を実施することがある。アイヌと沖縄の友好のシンボルとして関係者の間ではよく知られている。
1980年代からこの慰霊碑を「アイヌの慰霊碑」と誤認して紹介した出版物が一部にみられ、地域住民からこのことが批判されたこともあり、2001年には糸満市議会に陳情が出されている。あくまで地域住民による遺骨収集、慰霊のための運動が基本にあり、納骨堂が建立された。それに弟子らアイヌの協力が加わったものである。